# Dom miasta Saint-Etienne w Katowicach
Dom Miasta Saint-Étienne w Katowicach – dom współpracy polsko-francuskiej (D.M.SE.K.) zajmujący się wspieraniem i doradztwem dla firm francuskich, zainteresowanych rynkiem regionu Śląska oraz współpracą z funkcjonującymi tam przedsiębiorstwami. Działalność została zainaugurowana 9 września 1998 roku przez Prezydenta miasta Katowice oraz Mera miasta Saint-Étienne, 5 lat po podpisaniu umowy bliźniaczej między Saint-Étienne (departament Loara) a Katowicami (Śląsk). Dom miasta Saint-Etienne mieści się przy ulicy Różyckiego 14c w Katowicach. 

## Historia
Pierwszy kontakt przedstawicieli Górnego Śląska i Regionu Rhône-Alpes odbył się w marcu 1991 roku, kiedy delegacja Województwa Śląskiego złożyła oficjalną wizytę w Regionie Rhône-Alpes (została ona zorganizowana m.in. przez B. Gehin, A. Tardy). W sierpniu Prezydent Katowic J.Śmiałek przebywał w Saint-Étienne na zaproszenie władz miasta. 
- Utworzenie ASEKA w 1992 r.
- W lutym 1992 r, P. François Dubanchet, ówczesny Mer Saint-Étienne, zadecydował o utworzeniu Stowarzyszenia Saint-Etienne-Katowice (Association Saint-Étienne-Katowice), którego został przewodniczącym. Cele działającego do dziś Stowarzyszenia są następujące: 
  - tworzenie i ożywienie kontaktów bliźniaczych obu miast,
  - towarzyszenie ich wzajemnemu rozwojowi,
  - zapewnienie spójności projektów partnerskich,
  - inicjowanie i uczestnictwo w działaniach o charakterze gospodarczym i kulturalnym.
- 1994 r.: podpisanie umowy o miastach bliźniaczych
- 9 września 1998 r. uroczyście zainaugurowano działalność Domu Miasta Saint-Étienne w Katowicach (MSEK), którego zarządzanie powierzono Stowarzyszeniu Saint-Étienne-Katowice ASEKA (obecnie ASEMKA – Association Saint-Étienne Métropole Katowice).

## Misja
Główną misją Domu Miasta Saint-Étienne w Katowicach (D.M.SE.K.) jest wspieranie i doradztwo dla firm francuskich oraz współpracą z funkcjonującymi tam przedsiębiorstwami. Wspomaga także firmy polskie poszukujące partnerów we Francji, służy pomocą w rozpoznaniu rynku lokalnego i ogólnokrajowego. Przeprowadzane przez D.M.SE.K. Akcje społeczno-kulturalne Domu Miast Saint-Etienne w Katowicach wpisują się w krajobraz imprez kulturalnych dwóch miast bliźniaczych: Saint-Étienne i Katowice. D.M.SE.K. przyczynia się do rozpowszechniania kultury polskiej we Francji organizując koncerty chórów, muzyki poważnej, spektakle teatralne, wystawy oraz spotkania tematyczne dla wszystkich, którzy interesują się polską kulturą. Polscy pisarze i wydawnictwa regularnie uczestniczą w obchodach Święta Książki w Saint-Étienne.